# Hálfdan Narfason
Hálfdan Narfason, född okänt år, död 1568, var en isländsk präst och magiker (galdramästare). Han är känd i Islands legendflora för sina påstådda magiska bedrifter.